# Carpococcyx
Carpococcyx é um género de cucos da família Cuculidae.
Este género contém as seguintes espécies:
- Carpococcyx radiceus
- Carpococcyx renauldi
- Carpococcyx viridis